# Exsudoporus
Exsudoporus Vizzini, Simonini & Gelardi, 2014 è un genere di funghi appartenente alla famiglia Boletaceae. Il nome deriva dal verbo latino exsudare, in riferimento alle gocce che trasudano dalla superficie dei pori negli esemplari giovani.

## Tassonomia
In questo genere sono riconosciute due specie:
- Exsudoporus floridanus
- Exsudoporus frostii